# Unterlunkhofen
Unterlunkhofen is een gemeente en plaats in het Zwitserse kanton Aargau en maakt deel uit van het district Bremgarten.
Unterlunkhofen telt 1.242 inwoners.